# Jan Piotr Chrząszcz
Jan Piotr Chrząszcz, niem. Johannes Peter Chrząszcz (ur. 27 kwietnia 1857 w Mionowie, zm. 26 lutego 1928 w Pyskowicach) – górnośląski kapłan i historyk regionalny.

## Życiorys
Pochodził z rodziny chłopskiej Josefa i Marianny z d. Hupka. Ukończył szkołę podstawową w Wierzchu. Od dzieciństwa wykazywał zainteresowania humanistyczne. 15 lipca 1881 otrzymał święcenia kapłańskie. Od 25 listopada 1890 do śmierci był proboszczem parafii św. Mikołaja w Pyskowicach.

## Dokonania
Największą pasją ks. Chrząszcza była historia Górnego Śląska. Do badań nad nią zachęcił go ks. Augustin Weltzel z Tworkowa, swego czasu najwybitniejszy znawca dziejów tego regionu zwany „Śląskim Tacytem”. Osiągnięcia ks. Chrząszcza w badaniu przeszłości Górnego Śląska były tak znaczące, że wiejskiemu proboszczowi zaproponował wykłady Uniwersytet Wrocławski.
Był współzałożycielem Muzeum Górnośląskiego w Gliwicach w 1905.
W 1904 z udziałem ks. Chrząszcza opracowano statut dla Górnośląskiego Towarzystwa Historycznego (Oberschlesischer Geschichtsverein) z siedzibą w Opolu. Towarzystwo rozpoczęło działalność w tym samym roku, wtedy też zaczęto wydawać pismo „Oberschlesische Heimat”, którego Chrząszcz był najpierw zastępcą redaktora naczelnego, a od 1913 redaktorem naczelnym. Równocześnie objął funkcję prezesa Towarzystwa. Publikował bardzo wiele, zarówno w piśmie przez siebie redagowanym, jak i w innych. Spisał dzieje wielu miejscowości na Górnym Śląsku, m.in. Prudnika, Białej Prudnickiej, Krapkowic, Pyskowic, Toszka, Gliwic, Mionowa, Wierzchu. Był autorem opracowań historycznych o wielu kościołach i klasztorach. Jego ogromny dorobek pisarski liczy 161 pozycji. Pisał zarówno po polsku jak i po niemiecku: w pierwszym języku wydawał modlitewniki i pozycje o charakterze popularnym, w drugim – prace naukowe. Był poliglotą – znał niemiecki, polski, czeski, łaciński, grecki i hebrajski.
Jako Johannes Chrząszcz pisał o Maryi z Lourdes (1890), św. Wojciechu (1897), św. Jacku, błogosławionym Czesławie i błogosławionej Bronisławie (wszyscy z Górnego Śląska) – 1897, opisał historię Kościoła na Śląsku (1908), dzieje miast: Pyskowic i Toszka (1900/1927), Gliwic (1907), Głubczyc (1912), Krapkowic (1922) i Białej. Publikował też artykuły historyczne.

## Wybrane prace
- De evangelio secundum Hebraeos ... Dissertation, gedruckt im Verlag Theodorum Zalewski, Gleiwitz 1888
- Maria von Lourdes: Geschichte des Gnadenortes Lourdes. Verlag Wilpert, Groß-Strehlitz 1890
- Der heilige Adalbert, Bischof und Märtyrer. Verlag G. P. Aderholz, Breslau 1897
- Drei schlesische Landesheilige. Der heilige Hyacinth, der selige Ceslaus und die selige Bronislawa. Verlag G. P. Aderholz, Breslau 1897
- Geschichte der Städte Peiskretscham und Tost sowie des Toster Kreises in Ober-Schlesien. Verlag G. Palla, Peiskretscham 1900
- Fest-Schrift zur 50-jährigen Jubel-Feier der katholischen St. Barbara-Pfarrgemeinde in Königshütte O.-S.. St. Hyacinth-Druckerei, Königshütte 1902
- Einige Reisebilder aus Oberschlesien, Mähren und Böhmen. Verlag R. Nischkowsky, Breslau 1904
- Kirchengeschichte Schlesiens (für Schule und Haus). Verlag Aderholz, Breslau 1908
- Das Dreiding in der Herrschaft Moschen, umfassend die Dörfer Deutsch- und Polnisch-Müllmen, Czartowitz, Legelsdorf, Charlottendorf und Moschen. 1909
- Das Stadtbuch der Stadt Neustadt O.-S., Eintragungen aus dem Jahre 1537 bis 1542. In: Sonderabdruck der Zeitschrift „Oberschlesien”, 1912
- Geschichte der Stadt Neustadt in Oberschlesien. Herausgegeben vom Magistrat Neustadt O/S, 1912
- Geschichte von Zülz. In: Sonderabdruck aus der Zeitschrift „Oberschlesische Heimat”
- Festschrift zum hundertjährigen Jubiläum des Klosters der Barmherzigen Brüder zu Pilchowitz 1814 bis 1914. In: Schlesische Volkszeitung, Breslau 1914
- Geschichte der Stadt Zülz in Oberschlesien; von den ältesten Zeiten bis zur Gegenwart (Mitautoren: Hanke, Israel Rabin; Herausgeber: Magistrat Zülz), 1926
- Das schwarze Buch von Gleiwitz. 1927
- Die Geschichte der Städte Peiskretscham und Tost sowie des Kreises Tost-Gleiwitz (2., verbesserte und erweiterte Auflage), Verlag Palla, Peiskretscham 1927
- Geschichte der Stadt Krappitz in Oberschlesien. Verlag R. Nischkowsky, Breslau 1932